# 다니엘 브라보
다니엘 브라보(프랑스어: Daniel Bravo, 1963년 2월 9일, 랑그도크 지방 툴루즈 ~)는 프랑스의 전 프로 축구 선수로, 현역 시절 미드필더로 활약했다. 1년을 세리에 A의 파르마에서 활동한 것을 제외하면 모국 프랑스에서 현역 시절을 보냈다. 그는 프랑스 국가대표팀 경기에 13번 출전해 1골을 기록했다.

## 경력
브라보는 툴루즈 출신으로, 그의 부모는 스페인 내전이 발발했을 때 전쟁을 피해 프랑스 남부에 정착했다. 그는 17세의 나이로 니스에서 메스를 상대로 디비시옹 1 신고식을 치렀다. 니스는 1982년에 2부 리그로 강등되었지만, 그는 이탈리아와의 1982년 2월 경기를 앞두고 프랑스 국가대표팀에 차출되었다. 이 경기에서 프랑스는 60년 넘은 기간 만에 처음으로 이탈리아를 이겼는데, 브라보는 프랑스의 2번째 득점을 기록했다.
그는 니스에서 디비시옹 2 경기에 1년 동안 출전해 7골을 기록했다. 그는 이후 모나코로 이적했다. 그는 모나코에서 맹활약하기 시작하며 이후 파리 생-제르맹과 이탈리아 무대에서 뒤었다. 그는 프랑스 국가대표팀 일원으로 파란 유니폼을 입고 출전할 기회를 간혹 받았고, 유로 1984에서 유고슬라비아전에 장-마르크 페레리와 교체되어 들어가 우승에 일조했다.
마르세유 시절, 그는 1999년 UEFA컵 결승전에 출전했다.

## 사생활
그는 가수 에바 브라보를 배우자로 맞이해, 연기자이자 모델인 뤼카 브라보를 아들로 두었다.

## 수상
모나코
- 쿠프 드 프랑스: 1984–85

파리 생-제르맹
- 쿠프 드 프랑스: 1992–93, 1994–95
- 디비시옹 1: 1993–94
- 쿠프 드 라 리그: 1994–95
- 유러피언 컵위너스컵: 1995–96

프랑스
- UEFA 유럽 축구 선수권 대회: 1984